# Ophiopogon marmoratus
Ophiopogon marmoratus là một loài thực vật có hoa trong họ Măng tây. Loài này được Pierre ex L.Rodr. mô tả khoa học đầu tiên năm 1928.